# Destilação global
O termo destilação global é utilizado para descrever o processo através do qual os compostos voláteis evaporam em regiões quentes e temperadas e, através do transporte atmosférico de longa escala, recondensam em regiões frias, características de altas latitudes.

## Conceito
Este conceito foi introduzido pela primeira vez por E. D. Goldberg, em 1975 (Wania & Mackay, 1997). A maioria destes compostos são químicos representativos de um grupo conhecidos por poluentes orgânicos persistentes (POPs), como por exemplo, pesticidas, tais como DDT (DicloroDifenilTricloroetano) e toxafenos, compostos sintéticos industriais, tais como PCBs (BifenisPoliclorados), e produtos resultantes de processos de combustão (dioxinas e furanos).
A maioria dos POPs são compostos organoclorados e desempenham um papel importante, quer para a indústria, quer para a agricultura (Harrison & Pearce, 2001) e são maioritariamente utilizados e/ou libertados em áreas de climas temperados e tropicais (Wania & Mackay, 1997).
A decomposição natural dos POPs diminui no frio, tornando os poluentes mais persistentes. Baixas temperaturas do ar reduzem as taxas de evaporação dos contaminantes vindos da água, promovendo a sua fragmentação e condensação directamente sobre a superfície da Terra ou em partículas sólidas presentes na atmosfera – aerossóis – sendo posteriormente depositados sobre a forma de chuva e/ou neve (Wania & Mackay, 1997).
A migração de compostos semi-voláteis para altas latitudes, é um processo de carácter cíclico, uma vez que as correntes atmosféricas transportam os compostos de baixas latitudes para altas latitudes. A deposição e revolatilização dos poluentes são caracterizadas por mudanças sazonais de temperatura. Este processo tem-se tornado conhecido como o Efeito de Gafanhoto (“Grasshopper effect”) ou Processo de Destilação Global (Wania & Mackay, 1997).
Observações sazonais das concentrações dos compostos sugerem que os poluentes têm maior propensão para evaporar durante o verão e depositarem durante o inverno (Wania & Mackay, 1997).
Para além disso, os níveis de pesticidas mais elevados (e.g. toxafenos), são encontrados nas águas do Oceano Árctico. Uma vez em contacto com estes frios ecossistemas, entram na cadeia alimentar e bioacumulam em peixes, aves marinhas, mamíferos marinhos e humanos (Wania & Mackay, 1997).
A degradação destes poluentes é um processo lento, e caso estes fiquem permanentemente retidos, pode, eventualmente, não ocorrer. Algumas moléculas de DDT, por exemplo, libertadas nos anos 50 poderão estar ainda em circulação nos ecossistemas mundiais (Wania & Mackay, 1997).
As concentrações encontradas em humanos, organismos marinhos e organismos terrestres são surpreendentemente altas, indicando um elevado poder de bioacomulação, em particular no tecido gordo, visto que estes compostos são insolúveis em água e solúveis em lípidos. Efeitos carcinogénicos e mutagénicos, bem como efeitos adversos nos sistemas endócrino e reprodutor, têm sido documentados (ENVINET, 2003).
Em meados dos anos 80, num dos primeiros estudos sobre compostos organoclorados efectuados no Pólo Norte, a norte Quebec, Dewailly et al. (1989), observaram níveis elevados de PCBs (BifenisPoliclorados), presentes no leite maternal dos indivíduos Inuítes, nome genérico atribuído à população do Árctico (Dewailly, et al., 1989). Para além disso, um estudo sobre Ursos Polares demonstrou que a presença de produtos orgânicos persistentes (POPs) estava a causar deformações físicas e distúrbios a nível reprodutor (Blais, 2005).
As remotas regiões do Árctico e Antárctico são consideradas as áreas com menor densidade populacional do mundo. Desta forma, e dada a natureza antropogénica dos organoclorados, seria de esperar que ambas as regiões contivessem níveis de contaminação mínimos (Blais, 2005).
Efectivamente, em alguns casos, as áreas de contaminação situam-se a quilómetros de distância do foco de poluição. O estudo de contaminantes em ambientes remotos tem providenciado informações importantes acerca do seu comportamento ambiental (Blais, 2005).
Para justificar esta aparente contradição, foi inicialmente proposto um modelo de distribuição global não aleatória. Este modelo surgiu, descrevendo o comportamento geoquímico sistemático dos contaminantes, sendo este baseado no transporte atmosférico e oceânico, deposição pela atmosfera e concentração nas cadeias alimentares (Blais, 2005).
As correntes atmosféricas e oceânicas, juntamente com os rios, são considerados os meios de transporte mais importantes no processo de transporte de longa escala dos poluentes antropogénicos nos ecossistemas do Árctico e Antárctico. A atmosfera é reconhecida como o maior caminho de contaminação das regiões de altas latitudes. Não obstante, a forma de transporte de cada poluente depende das propriedades físico-químicas da substância transportada (ENVINET, 2003).
Sabe-se ainda, que a temperatura desempenha um papel fundamental na explicação de altas concentrações encontradas no Árctico (Matthies & Scheringer, 2001). O carácter semi-volátil e elevadas meias-vidas, característicos destes compostos, propiciam um transporte de longa escala e distribuição global/planetária, especialmente relevante devido às suas elevadas taxas de persistência e forte tendência para bioacumularem nos organismos, biomagnificando ao longo da cadeia alimentar (Blais, 2005).

## Presente e Futuro
Actualmente, a maioria dos POPs encontram-se banidos e os restantes possuem estatutos que restringem a sua utilização a países industrializados, sendo que, através da Convenção de Estocolmo pretende-se parar a sua produção a nível mundial. Não obstante, a sua presença no ambiente continua a ter impacto na saúde e economia da sociedade visto que os POPs utilizados no passado continuam presentes nas cadeias alimentares por várias décadas (Blais, 2005).
Em ultima análise, o aquecimento global conduzirá a um aumento no transporte e deposição dos POPs a altas latitudes, culminando num aumento do efeito de destilação global. Generalizando, a destilação global é o processo gradual de destruição global (Fernández & Grimalt, 2003).